# Möckers
Möckers ist ein Ortsteil der Stadt Schmalkalden im Landkreis Schmalkalden-Meiningen in Thüringen.

## Lage
Der Ortsteil Möckers liegt zwischen 310 und 360 Meter über NN südwestlich der Kernstadt und südlich von  Mittelschmalkalden. Durch das Dorf fließt der Möckersbach in einem tief eingeschnittenen Tal. Die Verkehrslage des Ortsteils zur Stadt ist günstig.

## Geschichte
Möckers wurde erstmals am 1. Februar 1312 urkundlich erwähnt.
1312 hieß das Dorf Oeckers und 1340 Meckers (= Ottokars Hof). Es gehörte ehemals zur hessisch-hennebergischen Zent Schmalkalden und kam erst 1583 bei der Auseinandersetzung zwischen der Grafschaft Henneberg und der Landgrafschaft Hessen-Kassel an das Amt Wasungen. Die Gerichtsbarkeit wurde noch bis 1619 von der Zent Schmalkalden ausgeübt.
Die kleine Flur bestand aus sechs Erben (Hufen). Der Feldbau in der kupierten Flur war wenig ergiebig, deshalb entwickelte sich Möckers seit dem Anfang des 20. Jahrhunderts immer mehr zur Wohngemeinde für die Schmalkalder Industrie. Erst gab es etwa 2/3 Forstwirtschaft und 1/3 Landwirtschaft.
Am westlichen Talhang steht eine Kirche mit einem Dachreitertürmchen. Ihr gegenüber am östlichen Hang hat die im Jahre 1905 erbaute Schule ihren Platz. Heute gibt es ein Gasthaus, einen Fleischer, das Dorfbackhaus, einen Maler- und Putzerbetrieb, eine Firma Elektroinstallation und einen Heizungs- und Sanitärbetrieb. Sie bestimmen die Wirtschaft und das Gefüge in Möckers.
An Vereinen existieren in Möckers seit 1902 ein Männergesangverein, seit 1952 ein Sportverein und die Freiwillige Feuerwehr.